# Manspach
Manspach ist eine französische Gemeinde mit 533 Einwohnern (Stand 1. Januar 2022) im Département Haut-Rhin in der Region Grand Est (bis 2015 Elsass). Sie gehört zum Arrondissement Altkirch und zum Gemeindeverband Sud Alsace Largue.
Die Gemeinde Manspach liegt im Sundgau, südlich von Dannemarie und nördlich von Altenach auf der Wasserscheide zwischen Rhône und Rhein. Ein Eisenbahnviadukt führt nördlich des Dorfes über die Largue – das Motiv für das Gemeindewappen.

## Geschichte
Bis 1324 gehörte der Ort zur Grafschaft Pfirt (Herrschaft Altkirch) und kam dann durch die Heirat der Johanna von Pfirt mit Herzog Albrecht II. von Österreich an Habsburg. Im Westfälischen Frieden 1648 ging der Ort mit dem ganzen elsässischen Besitz der Habsburger an die französische Krone. Von 1871 bis 1918 gehörte der Ort zum deutschen Reichsland Elsaß-Lothringen.
Im Mittelalter existierte das Doppeldorf Mansbach-Sankt Leodegar. Sankt Leodegar (Sankt Liggert), das größere Dorf, ging aber später ab. Von dem verschwundenen Dorf ist nur noch die Sakristei der 1868 abgebrochenen Kirche als jetzige Friedhofskapelle erhalten.
Im 19. Jahrhundert profitierte die Gemeinde vom Bau des Rhein-Rhône-Kanals und der Errichtung des großen Eisenbahnviadukts mit an Ort und Stelle produzierten Backsteinen der Altkircher Großziegelei Gilardoni. Von 1871 bis zum Ende des Ersten Weltkrieges gehörte Mansbach  als Teil des Reichslandes Elsaß-Lothringen zum Deutschen Reich und war dem Kreis Altkirch im Bezirk Oberelsaß zugeordnet.

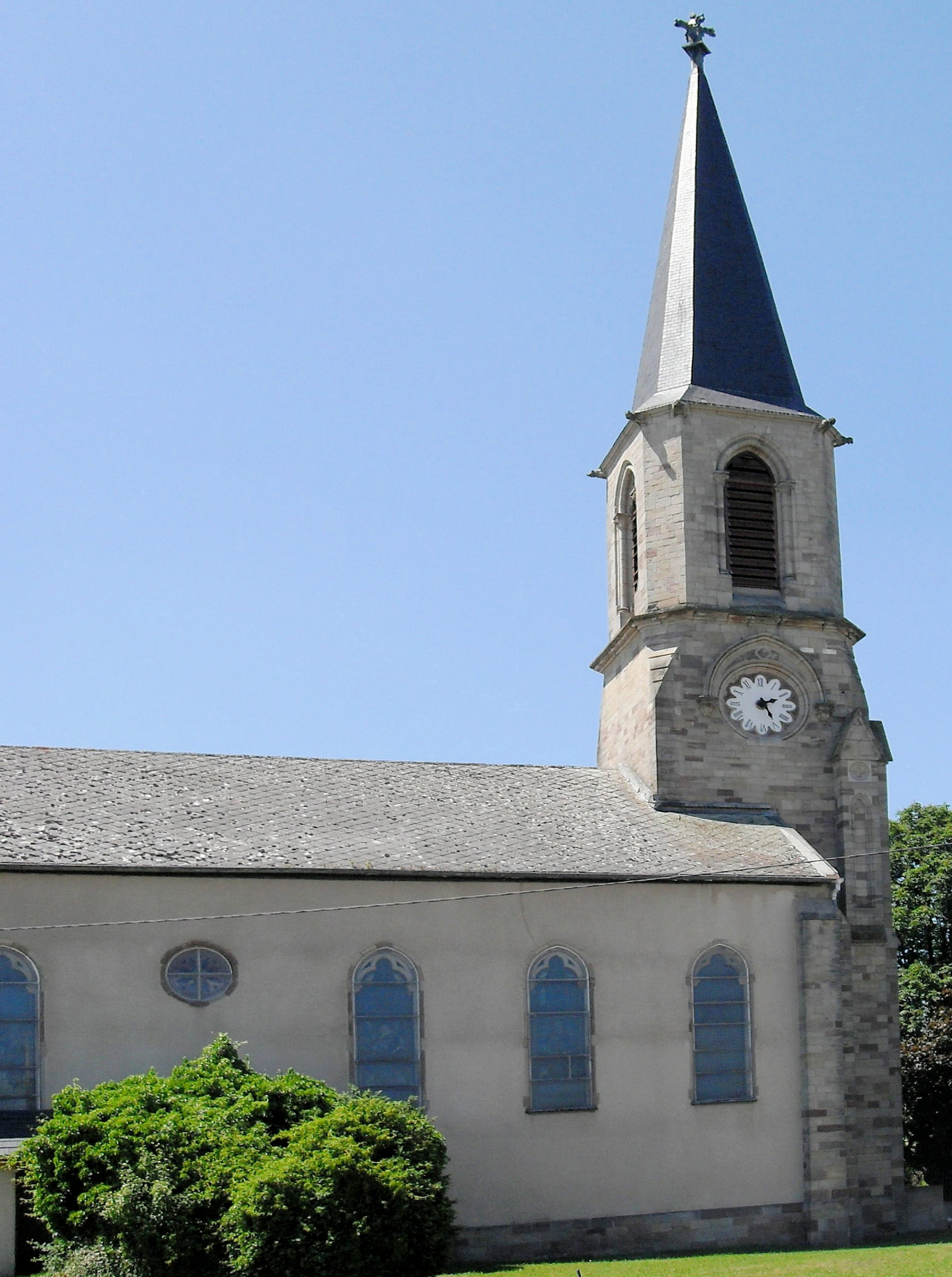
Kirche St. Leodegar
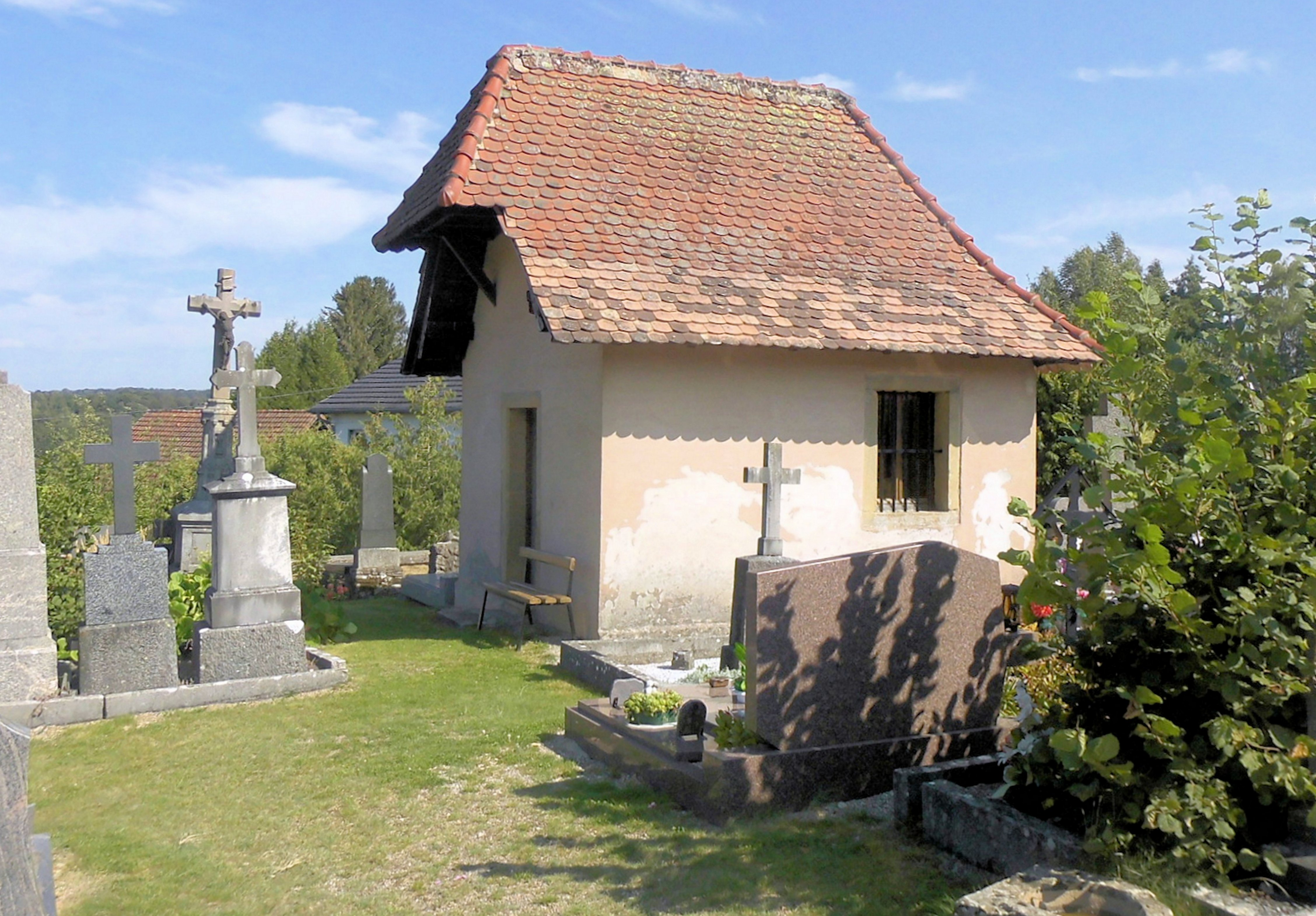
Friedhofskapelle
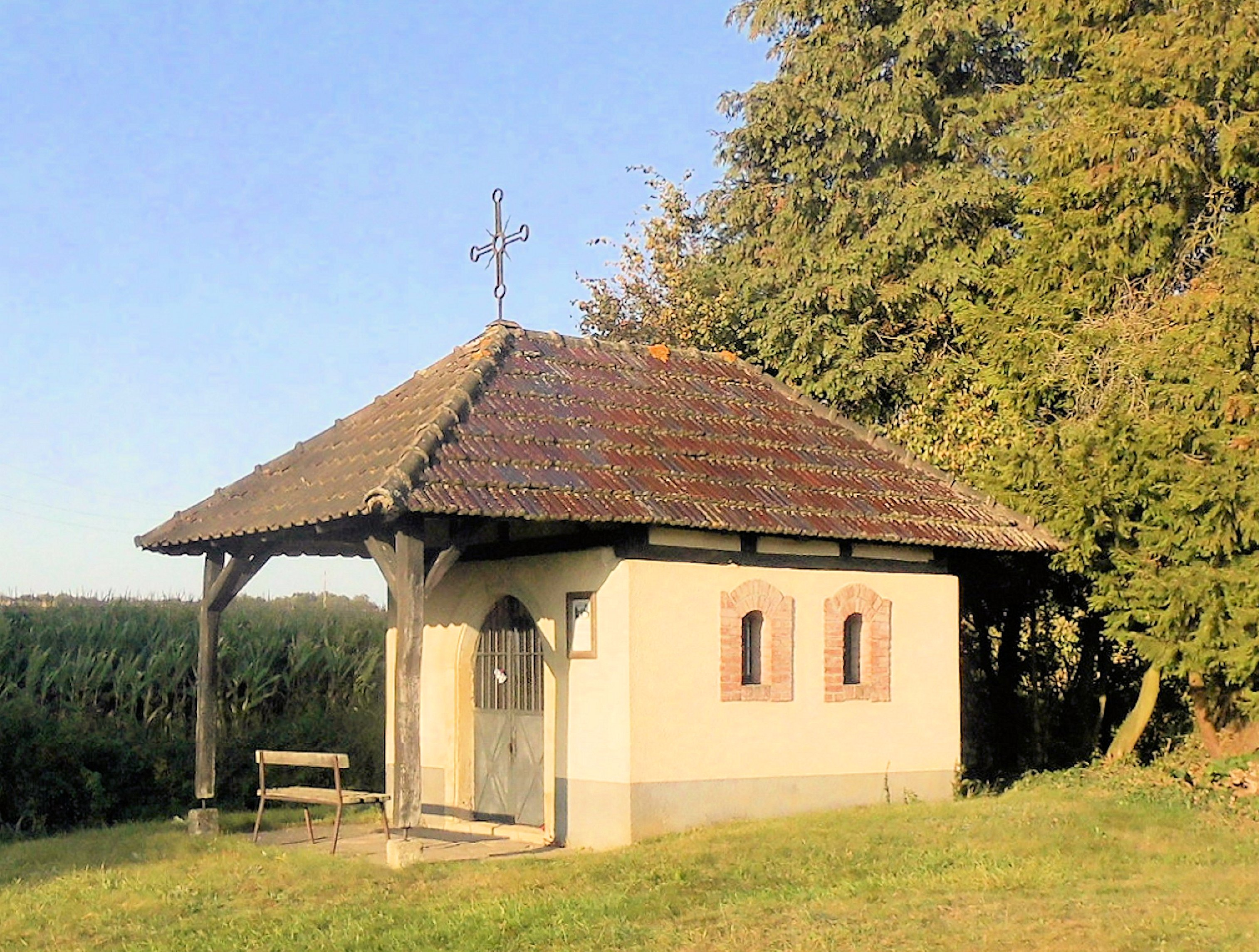
Kapelle Unserer Lieben Frau der Felder

## Bevölkerungsentwicklung
| Jahr                       | 1910 | 1962 | 1968 | 1975 | 1982 | 1990 | 1999 | 2006 | 2014 | 2022 |
| Einwohner                  | 395  | 329  | 327  | 401  | 401  | 424  | 499  | 514  | 565  | 533  |
| Quellen: Cassini und INSEE |      |      |      |      |      |      |      |      |      |      |

## Wirtschaft und Verkehr
Wichtige Erwerbszweige sind die Landwirtschaft und das Kleingewerbe. Durch Manspach führt die Départementsstraße D 103 (Thann – Delle). Der nächste Bahnhof der SNCF befindet sich in der Nachbargemeinde Dannemarie. Er wird von der Linie 14 (Mülhausen – Belfort) der regionalen Bahngesellschaft TER Grand Est bedient.

## Sehenswürdigkeiten
- Eisenbahnviadukt der Linie Basel-Mühlhausen-Paris (eröffnet 1858). Historisches Großbauwerk von 500 m Länge mit 43 Bögen von bis zu 28 m Höhe. Erbaut 1855–1858
- gut erhaltene Fachwerkbauten, die meisten in Stockwerkbauweise; die altertümlichere Ständerbauweise z. Bsp. bei Nr. 1 der Rue de l’Église, Nr. 1 der Rue du Moulin und Nr. 8 der Rue du Viaduc
- Kirche Sankt Leodegar auch Sankt Liggert (St. Léger), erbaut 1868 in historisierenden Formen mit altem Gemälde der 14 Nothelfer